# Sarah Jane Morris (attrice)
Sarah Jane Morris, conosciuta anche solo semplicemente come Sarah Morris (Memphis, 12 aprile 1977), è un'attrice statunitense.

## Biografia
Sarah è la figlia di Walker Morris, un pilota di aerei commerciali, e Janie Morris, assistente sociale. È la più giovane di quattro fratelli. Diplomata presso la scuola privata Hutchinson a Memphis, si iscrive alla Southern Methodist University di Dallas, dove conosce il suo futuro marito Ned Brower.
Si trasferisce a Los Angeles dopo il college per intraprendere la carriera di attrice, trovando immediatamente lavoro in serie televisive come Boston Public, Underclared e Ed. Ottiene popolarità grazie al ruolo di Zoe Webb nella serie Felicity.
Ha partecipato alle prime tre serie di Brothers & Sisters - Segreti di famiglia, nel ruolo di Julia Walker.
È stata impegnata nella serie NCIS - Unità anticrimine.

## Filmografia parziale

### Cinema
- Sette anime (Seven Pounds), regia di Gabriele Muccino (2008)
- Crazy Heart, regia di Scott Cooper (2009)

### Televisione
- Dark Angel – serie TV, episodio 2x02 (2001)
- Felicity – serie TV, 8 episodi (2001-2002)
- Cold Case - Delitti irrisolti (Cold Case) – serie TV, episodio 3x07 (2005)
- Brothers & Sisters - Segreti di famiglia (Brothers & Sisters) – serie TV, 65 episodi (2006-2009)
- Law & Order: Criminal Intent – serie TV, episodio 7x15 (2008)
- Ghost Whisperer - Presenze (Ghost Whisperer) – serie TV, episodio 5x06 (2009)
- NCIS - Unità anticrimine (NCIS) – serie TV, 8 episodi (2011-2012)
- Castle – serie TV, episodio 4x17 (2012)
- Ogni killer ha il suo segreto (Willed to Kill), regia di Philippe Gagnon – film TV (2012)
- The Night Shift – serie TV, 10 episodi (2015-2017)
- Grey's Anatomy - serie TV, episodio 12x13 (2016)
- Magnum P.I. - serie TV, episodio 5x09 (2023)

## Doppiatrici italiane
Nelle versioni in italiano delle opere in cui ha recitato, Sarah Jane Morris è stata doppiata da:
- Barbara De Bortoli in Brothers & Sisters - Segreti di famiglia, NCIS - Unità anticrimine, Castle
- Emanuela D'Amico in The Night Shift, Grey's Anatomy
- Domitilla D'Amico in Cold Case - Delitti irrisolti
- Sabrina Duranti in Ghost Whisperer - Presenze
- Patrizia Mottola in Law & Order - Criminal Intent
- Emanuela Baroni in Criminal Minds
- Daniela Amato in Mad Men
- Letizia Scifoni in Magnum P.I.